# لف ودوران (فلم)
لف ودوران فيلم كوميدي من بطولة أحمد حلمي ودنيا سمير غانم، صدر في سباق أفلام عيد الفطر لعام 2016 حيث عُرض في القاعات ابتداءاً من 11 سبتمبر 2016 بجميع دور العرض. من إنتاج الإخوة المتحدين للسينما وإخراج خالد مرعي.
تاريخ عرض الفيلم يوافق يوم عرفة لعام 1437 هـ.

## العنوان
تغير اسم الفيلم خلال المراجعة العامة، حيث تحول من ألماظ حر إلى لف ودوران.

## القصة
نور قباني مرشد سياحي يذهب إلى شرم الشيخ مستغلًا عرض تقدمه الشركة لقضاء شهر العسل في سبيل مقابلة فتاة إيطالية تدعى بيرلا من طرف والده المقيم في إيطاليا، وهناك يجد هو وأسرته فتاة تدعى ليلى وتقيم في نفس الفيلا التي من المفترض أن يقيم فيها نور مع أسرته بنفس العرض الذي استغله نور، ومع الوقت تتحالف أسرة نور مع ليلة من أجل اثناءه عن تطوير العلاقة بينه وبين بيرلا. الكوميدية.

## الممثلون
- أحمد حلمي في دور نور
- دنيا سمير غانم في دور ليلي البعطوطي
- بيومي فؤاد في دور حمادة مدير الفندق
- ميمي جمال في عايدة دور عمة نور
- صابرين في دور ناهد والدة نور
- بياتريس أورديه في دور بيرلا
- جميلة عوض في دور جومانا قريبة نور
- أنعام سالوسة جدة نور

## الطاقم
- تأليف: منة فوزي
- إخراج: خالد مرعي
- مدير التصوير: أحمد يوسف
- مونتاج: خالد سليم
- مهندس الصوت: علمي عبد الستار نسخة محفوظة 21 سبتمبر 2017 على موقع واي باك مشين.
- ستايلست: مي جلال
- الموسيقى التصويرية: عمرو إسماعيل
- ديكور: باسل حسام
- إنتاج: حاتم سعيد - وليد صبري
- توزيع: الإخوة المتحدين للسينما